# Metabolismo das proteínas
Metabolismo das proteínas é o conjunto de reações químicas que envolvem os componentes e mecanismos que estão inseridas por intermédio das proteínas. Nele estão as etapas de sequenciamento do código genético, da síntese, do endereçamento e da degradação desta macrocomponente molecular.
No código genético, existem uma sequência específica de aminoácidos, especificados em códons, dos quais estão em tripletes de nucleotídeos. Através de moléculas adaptadoras, os transcritores de RNA, reconhecem os códons e inserem os aminoácidos adequadamente no polipeptídeo, onde são degradados (contendo múltiplos códons para a maioria dos aminoácidos). Neste código, apresenta-se uma sequência padrão e universal para todas as espécies, onde existem pequenas alterações nas mitocôndrias, onde são organizadas em padrões, sendo assim, resistentes a mutações sem sentido, como também,  com a leitura executada e a edição do RNA alteram a maneira a tradução.
Na síntese proteica, a organela que participa deste processo, chama-se ribossomo, onde crescem a cadeia de polipeptídeos, por início do aminoácido terminal e continuidade a novos resíduos de carboxil. Para isso acontecer, promovem-se algumas etapas, sendo elas: a ativação dos aminoácidos, os ciclos de alongamento, dobramento de polipeptídeos, como também, o processamento por transformação de modificação pós-traducional. 
Após a síntese, muitas proteínas são direcionadas para locais específicos na célula. Um dos mecanismos de endereçamento envolve uma sequência peptídica sinalizadora, geralmente encontrada na extremidade amino de uma proteína recém-sintetizada. Nas células eucarióticas, uma classe de sequências sinal é reconhecida pela partícula de reconhecimento de sinal (SRP), a qual se liga à sequência sinal logo que essa aparece no ribossomo e transfere todo o ribossomo e o polipeptídeo incompleto para o RE. Os polipeptídeos contendo essas sequências sinal são transportados para dentro do lúmen do RE à medida que vão sendo sintetizados; no lúmen, eles podem ser modificados e transportados para o aparelho de Golgi, para depois serem selecionados e enviados para os lisossomos, para a membrana plasmática ou para vesículas de transporte. As proteínas direcionadas para mitocôndrias e cloroplastos nas células eucarióticas e aquelas destinadas para exportação nas bactérias também fazem uso de uma sequência sinal aminoterminal. As proteínas direcionadas para o núcleo têm uma sequência sinal interna que, diferentemente de outras sequências sinal, não é clivada após o endereçamento adequado da proteína. Algumas células eucarióticas importam proteínas por meio de endocitose mediada por receptor. Todas as células no final degradam proteínas utilizando sistemas proteolíticos especializados. As proteínas defeituosas e aquelas destinadas a uma rápida renovação são geralmente degradadas por um sistema dependente de ATP. Nas células eucarióticas, as proteínas são, primeiramente, marcadas pela ligação à ubiquitina, uma proteína altamente conservada. A proteólise dependente de ubiquitina é realizada pelos proteassomos – também altamente conservados – e é crucial para a regulação de muitos processos celulares. 